# Nationaal Republikeinse Griekse Liga

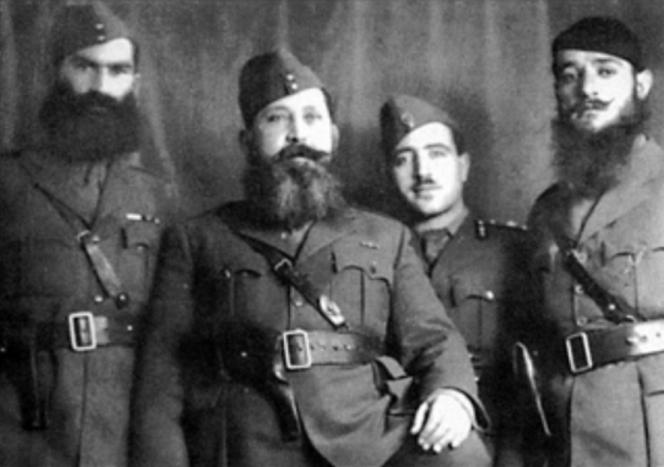
Napoleon Zervas met zijn officieren

EDES (Grieks: Εθνικός Δημοκρατικός Ελληνικός Σύνδεσμος, Ethnikos Dimokratikos Ellinikos Syndesmos, d.i. Nationaal Republikeinse Griekse Liga), was een belangrijke Griekse verzetsbeweging tijdens de Tweede Wereldoorlog. De EDES werd in juni 1942 opgericht in Epirus door kolonel Napoleon Zervas, een regulier militair uit het Griekse Leger met republikeinse opvattingen. In september 1942 bestond de EDES slechts uit 300 man/vrouw, tegen de 1000 mannen/vrouwen van de communistische georiënteerde EAM, maar was in het voordeel dat haar mensen voor een groot deel uit beroepsmilitairen bestond. De EAM was de grootste concurrent van de EDES en het kwam dat ook regelmatig tot gevechten tussen de twee verzetsbewegingen. Na de Duitse terugtocht uit Griekenland werd de EDES opgenomen in de regering van nationale eenheid van Georgios Papandreou (september 1944). Toen de verzetsbewegingen in november 1944 echter weer in opstand kwamen, nu tegen de regering in Athene, werd de EDES in december 1944 goeddeels verslagen.